# Liste der Naturdenkmale in Schemmerhofen
| Naturdenkmale | Anzahl |
| ------------- | ------ |
| FND           | 0      |
| END           | 2      |
| Gesamt        | 2      |

Die Liste der Naturdenkmale in Schemmerhofen nennt die verordneten Naturdenkmale (ND) der im baden-württembergischen Landkreis Biberach liegenden Gemeinde Schemmerhofen. In Schemmerhofen gibt es insgesamt zwei als Naturdenkmal geschützte Objekte, beide ist ein flächenhaftes Naturdenkmal (FND), alle sind Einzelgebilde-Naturdenkmale (END).
Stand: 1. November 2016.

## Einzelgebilde (END)
| Name                                           | Bild | Kennung     | Einzelheiten  | Position | Fläche Hektar | Datum        |
| ---------------------------------------------- | ---- | ----------- | ------------- | -------- | ------------- | ------------ |
| Blutbuche                                      | BW   | 84261340002 | Schemmerhofen | ⊙        | 0,0           | 15. Mai 1996 |
| Friedenslinde beim Hessenbühl, Gem.Alberweiler | BW   | 84261340001 | Schemmerhofen | ⊙        | 0,0           |              |
| Legende für Naturdenkmal                       |      |             |               |          |               |              |